# پوزو المونته
پوزو المونته (به اسپانیایی: Pozo Almonte) یک شهرستان در شیلی است که در تاماروگال واقع شده‌است. پوزو المونته ۱۳٬۷۶۵٫۸ کیلومترمربع مساحت و ۱۱٬۴۶۵ نفر جمعیت دارد و ۱٬۰۷۲ متر بالاتر از سطح دریا واقع شده.